# 애덤 브로디
애덤 브로디(Adam Brody, 1979년 12월 15일 ~ )는 미국의 배우이다.

## 출연 작품
- 미스터 & 미세스 스미스 - 벤자민 댄츠 역
- 빅 베어
- 이사벨 - 맷 역
- 샤잠
- 레디 오어 낫
- 키드 디텍티브
- 샤잠! 신들의 분노 - 수퍼 히어로 프레디 역